# Evidência de ausência
Evidência de ausência é uma  evidência de qualquer espécie, tal que, sugere que algo está faltando ou que algo não existe.
De acordo com o aforismo tradicional, "ausência de evidência não é evidência de ausência", a evidência positiva de esta espécie distingue-se da falta de provas ou por ignorância do que o que deveria ter sido encontrado já tivesse existido.

## Visão geral
A diferença entre a evidência de que algo está ausente (ex.: uma observação que sugere que não houve dragões aqui hoje) e a simples ausência de evidências (ex.:, uma pesquisa minuciosa não foi feita) pode ser destacada. De fato, muitas vezes os cientistas debatem se o resultado de um experimento deve ser considerado evidência de ausência, ou se ele continua a ser a ausência de evidência. O debate é se a experiência teria detectado o fenômeno de interesse, caso ele estivesse lá. 
O argumento da ignorância para a "ausência de evidência" não é necessariamente uma falácia, por exemplo, que uma nova droga milagrosa, não representa risco para saúde a longo prazo, exceto prove-se o contrário. Por outro lado, um argumento pode contar imprudentemente com a falta de pesquisa para promover a sua conclusão, este seria considerado uma falácia informal , enquanto o primeiro pode ser uma forma persuasiva para deslocar o ônus da prova em uma discussão ou debate. Carl Sagan criticou essa "impaciência com a ambigüidade" com cosmólogo Martin Rees' maxim, "Ausência de evidência não é evidência de ausência".

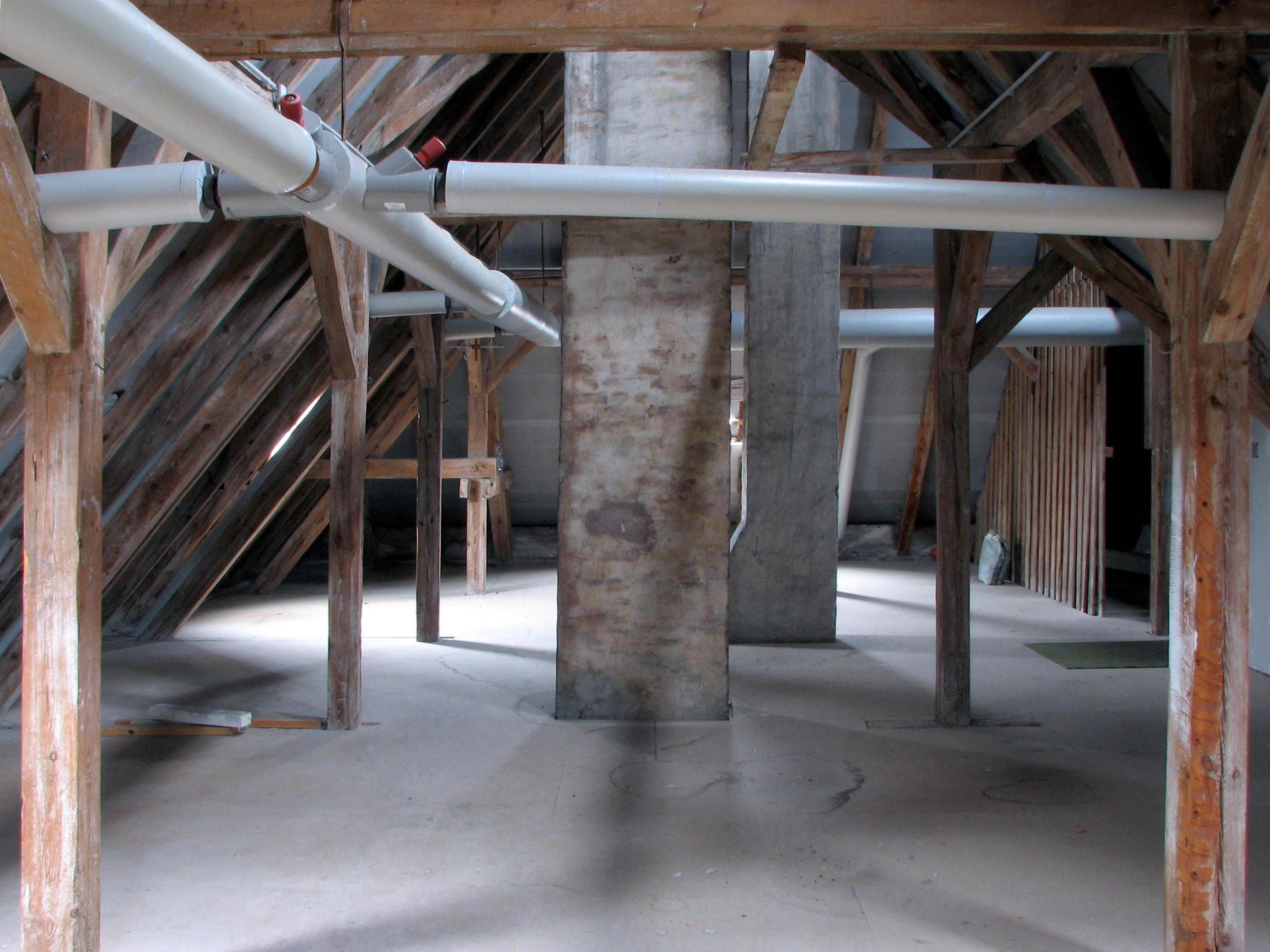
Uma exaustiva inspeção por vermes no sótão pode fornecer uma evidência de ausência, mas a qualquer sinal de ratos será sempre suficiente para o contrário.

Em experimentos científicos cuidadosamente projetados,  cada resultado nulo pode ser evidência de ausência. Por exemplo, uma hipótese pode ser falsificada se uma observação vital não foi encontrada empiricamente. (Neste ponto, a principal hipótese pode ser rejeitada ou revisada e, às vezes, adicionais ad hoc explicações podem até justificar-se.) Se a comunidade científica vai aceitar um resultado nulo como evidência de ausência depende de muitos fatores, incluindo o poder de detecção dos métodos aplicados, e a confiança da inferência.

### Ausência de evidência
Se alguém afirmou que há um elefante na cadeia, então não poder encontrar um elefante lá seria uma boa razão para pensar que não há elefante lá. Mas se alguém afirmou que há uma pulga na cadeia, então não poder encontra-la não constitui uma boa evidência de que não há pulga no cadeia. A diferença  saliente entre estes dois casos é que em um, mas não no outro, devemos  esperar ver alguma evidência da entidade se de fato ela existisse. Além  disso, a justificação conferida nesses casos será proporcional à  relação entre a quantidade de provas que temos e o montante que  deveríamos esperar se a entidade existisse. Se a proporção é pequena, então poucos motivos temos para à crença de que a entidade não existe.Original {{{{{língua}}}}}: Phisolophical Foundations for a Christian Worldview
— J.P. Moreland and W.L. Craig Phisolophical Foundations for a Christian Worldview

### Prova e evidência
O Cetismo pirrônico, Sexto Empírico, questionou a apoditicidade (apodítico é uma verdade que não se pode contestar) do raciocínio indutivo, porque uma regra universal não pode ser estabelecida a partir de um conjunto incompleto de casos particulares: "Quando eles propõem-se a estabelecer o universal a partir de elementos por meio de indução, eles farão isso por uma revisão de todas ou de algumas das indicações. Mas, se alguns dos casos omitidos na indução, podem contrariar o universal, a indução será insegura; então tem-se que rever todos os casos, dessa forma se estaria trabalhando no impossível, visto que os casos indutivos são infinitos e indefinidos".
Até cerca de meados do século passado, a indução era tratada como um método bastante específico de inferência: inferência de uma proposição afirmativa universal (Todos os cisnes são brancos) de suas instâncias (a é um cisne branco, b é um cisne branco, etc.) O método também tinha uma forma probabilística, na qual a conclusão estabelecia uma conexão probabilística entre as propriedades em questão ... O Oxford English Dictionary define "indução", no sentido relevante aqui, como segue: "O processo de inferir um Lei geral ou princípio a partir da observação de casos particulares ... "
 
 Muito do que a epistemologia contemporânea, a lógica e a filosofia da ciência contam como indução não infere da observaçãe e não conduz a leis ou princípios gerais. [Indução] foi entendida como o que agora conhecemos como indução enumerativa ou inferência universal; Inferência de instâncias particulares:

a1, a2, …, an são todos F que também são G [a uma lei ou princípio geral]
Todo F é G.
Uma forma mais fraca de indução enumerativa, a inferência preditiva singular, não conduz a uma generalização, mas a uma predição singular:
1. a1, a2, …, an são todos F que também são G.
2. an+1 é também F [portanto]
3. an+1 é também G.
A inferência preditiva singular também tem uma forma probabilística mais geral:
1. Existe uma porção P de F elementos de F observados que também são G.
2. a é um F, que ainda não foi observado [portanto]
3. Há probabilidade de que a seja G, que implica que a também é P
Original {{{{{língua}}}}}: "The Problem of Induction" in The Stanford Encyclopedia of Philosophy— John Vickers

## Provar uma negativa
Em 1992, durante uma apresentação no Caltech, o cético James Randi disse: "você não pode provar uma negativa". Ele afirma que ele não pode provar uma negativa (como a de que a telepatia não existe), mas ele argumenta que um indivíduo que afirma que a telepatia existe, deve prová-lo. Ele afirma que o método indutivo  muitas vezes é usado como um modo de provar uma tese, mas se um indivíduo assume que alguma coisa é ou não é, então a pessoa tem que provar isso. Além disso, ele diz, ele não toma uma posição de defesa, como um advogado deveria. Ele diz que ele não pode provar que uma negativa, é verdade, mas ele pode tentar usar a evidência e a indução para dar suporte a uma afirmação que tende a uma direção desejada, como uma afirmação de que algo não existe.
O filósofo Steven Hales, argumenta que, normalmente, se pode, logicamente, ser tão confiante com a negação de uma afirmação. Hales diz que se um dos padrões de certeza leva a dizer "não há 'prova' de não-existência", em seguida, deve-se dizer também que "não há 'prova' da existência ". Hales argumenta que existem muitos casos onde se pode provar que algo não existe, com o máximo de certeza que se pode provar que algo existe.